# 長犁頭鰩
長犁頭鰩（學名：Rhinobatos holcorhynchus），又稱長琵琶鱝，為軟骨魚綱犁頭鰩目犁頭鰩科犁頭鰩屬的其中一種，分布於西印度洋肯亞到南非納塔爾海域，深度75至253公尺，本魚體延長而平扁，有狹窄而尖銳的鼻子和狹窄的胸圓盤；鼻瓣僅延伸至鼻孔內緣，眼橢圓形，瞬膜不發達，噴水孔較小型，齒細小而多，舖石狀排列，口裂橫向，唇褶發達，鰓裂小，在胸鰭基部內側，斜向，背鰭兩個，位於尾部，第一背鰭在腹鰭基底後方，尾鰭短小，上葉較大，下葉突出，後部無缺刻，背部為純橄欖綠色，無斑點，鼻子下方有明顯的黑色斑點，體長可達127公分，棲息於大陸棚海域，為底棲性魚類，肉食性，卵胎生，生活習性不明。